# Sainte-Mère-Église
Sainte-Mère-Église è un comune francese di 1 694 abitanti situato nel dipartimento della Manica nella regione della Normandia. Il suo territorio è bagnato dal fiume Merderet. Il 1º gennaio 2016 il comune è stato fuso con quelli di Beuzeville-au-Plain, Chef-du-Pont, Écoquenéauville e Foucarville formando un nuovo comune di 3 076 abitanti con la medesima denominazione. Il comune originale prese lo statuto amministrativo di comune delegato.

## Storia
Durante la seconda guerra mondiale fu il primo comune francese ad essere liberato dall'occupazione tedesca dopo lo sbarco in Normandia, nella notte tra il 5 e il 6 giugno del 1944, e i due paracadute nello stemma araldico lo ricordano.
Sul campanile della chiesa è stato posto un manichino del paracadutista John Steele (1912-1969), in ricordo di uno dei più celebri episodi dello sbarco, narrato nel libro di Cornelius Ryan Il giorno più lungo, e riportato nel film omonimo del 1962: il paracadutista americano John Steele, della 82ª Divisione Aviotrasportata, finì con il suo paracadute impigliato sul tetto del campanile, rimanendo per molte ore appeso lungo la parete del campanile stesso. Fingendosi morto, riuscì a salvarsi dallo scontro a fuoco con i tedeschi, seguito ai primi lanci.
Alcune missioni del videogioco Call of Duty, che si svolge nei giorni dello sbarco in Normandia, sono ambientate in questa città.
Inoltre anche alcune missioni del videogioco Brothers in Arms: Road to Hill 30, sempre durante lo sbarco in Normandia, si svolgono qui.

## Società

### Evoluzione demografica
Abitanti censiti